# 大連立構想 (2011)
2011年の大連立構想（だいれんりつこうそう）は、2011年3月に日本の自由民主党と民主党 の間で取り沙汰された大連立内閣を組む構想。
2011年3月11日に発生した東日本大震災の震災対応で協力することを目的とした。内閣総理大臣の菅直人が、野党第一党の自由民主党総裁谷垣禎一き連立を打診したが谷垣禎一が拒否したため、大連立構想は頓挫した。

## 入閣要請
2011年3月菅直人総理大臣の外国人献金疑惑が浮上していたが震災の発生に伴い自民党は政治休戦を決定し、震災対応では民主党とも協力する姿勢を見せていた。自民党は3月16日の各党・政府震災対策合同会議で震災の特命担当相の設置を提案。閣僚枠を3人増やす民主党の呼びかけにも真っ先に賛同した。菅総理の側近は18日に谷垣禎一に電話で会議を打診したところ好感触を得た。19日菅総理は谷垣に入閣を要請するため「官邸に来てほしい」と頼んだ。しかし谷垣は菅総理が提示した副総理兼震災復興大臣を拒否した。同日開かれた自民党役員会で菅総理の要請を断ることを正式に決定した。

## 大連立構想のその後
自民党総裁の谷垣禎一は菅総理からの入閣要請について「全くそういう事実は無い」と否定。元総理の鳩山由紀夫も「そういう話は一切ありませんと」述べ話題に上がらなかったということを強調した。大連立は震災以降も議論がされた。2011年8月の民主党代表選挙で立候補した当時財務大臣だった野田佳彦が衆参のねじれ国会に対応するために自民党と公明党に対して大連立を要請すると明言した。しかし自民党は連立に慎重だった為最終的には実現しなかった。